# Jarosław Janowski (wioślarz)
Jarosław Janowski (ur. 2 kwietnia 1967 w Więcborku) – polski wioślarz, pracownik naukowy, działacz społeczny, trener, olimpijczyk z Barcelony 1992.

## Kariera
Zawodnik klubu AZS AWF Poznań w latach 1983-1992. Trzykrotny mistrz Polski w czwórkach podwójnych.
Uczestnik mistrzostw świata w Wiedniu (1991) podczas których wystartował w czwórce podwójnej (partnerami byli: Andrzej Krzepiński, Andrzej Marszałek, Marek Gawkowski). Polska osada zajęła 7. miejsce.
Na igrzyskach w Barcelonie wystartował w czwórce podwójnej (partnerami byli: Piotr Bujnarowski, Cezary Jędrzycki, Marek Gawkowski). Polska osada zajęła 11. miejsce.
Dwukrotny złoty medalista Akademickich mistrzostw świata w 1992 roku w Poznaniu na dystansie 500 metrów i 2000 metrów.
Po zakończeniu kariery sportowej działacz społeczny. Pracownik naukowy AWF w Poznaniu. Prezes klubu AZS AWF Poznań.